# Smolohovycja
Smolohovycja, česky také Salonugovice, ukrajinsky Смологовиця, maďarsky Kisábránka, je vesnice v Iršavské městské komunitě (hromadě), v okrese Chust v Zakarpatské oblasti Ukrajiny. V roce 2001 zde žilo 369 obyvatel.

## Historie
Do uzavření Trianonské smlouvy byla ves součástí Uherska, poté byla součástí Československa. Od 15. dubna 1939 byla obec součástí samostatného státu Karpatská Ukrajina; za několik dní pak bylo Zakarpatí obsazeno maďarskými vojsky. Od roku 1945 byla ves součástí Ukrajinské sovětské socialistické republiky, která byla součástí SSSR. Od roku 1991 je ves součástí nezávislé Ukrajiny.